# پاناخاچل
پاناخاچل (به اسپانیایی: Panajachel) یک منطقهٔ مسکونی در گواتمالا است که در Sololá Department واقع شده‌است. پاناخاچل ۱۱٬۱۴۲ نفر جمعیت دارد و ۱٬۵۹۷ متر بالاتر از سطح دریا واقع شده‌است.